# تيكسيلت (تيكيسلت)
تيكسيلت هو دُوَّار يقع بجماعة أديس، إقليم طاطا، جهة سوس ماسة في المملكة المغربية. ينتمي الدوّار لمشيخة تيكيسلت التي تضم دوارين. يقدر عدد سكانه بـ 631 نسمة حسب الإحصاء الرسمي للسكان والسكنى لسنة 2004.

## روابط خارجية
- البوابة الوطنية للجماعات الترابية نسخة محفوظة 12 مارس 2018 على موقع واي باك مشين.
- المندوبية السامية للتخطيط